# Aleksandr Butlerov
Aleksandr Mihailovici Butlerov (în rusă Алекса́ндр Миха́йлович Бу́тлеров, n. 15 septembrie 1828 – d. 17 august 1886) a fost un chimist rus, membru al Academiei de Științe din Sankt Petersburg, fondator al teoriei structurii chimice, care stă la baza chimiei organice moderne.
Pe baza acestei teorii, a explicat numeroase fenomene din chimia organică, a prevăzut anumiți izomeri pe care i-a sintetizat, dovedind astfel că teoria structurii este un instrument foarte util în cercetare și în studiul experimental.
A sintetizat iodura de metilen; a descoperit trioximetilena (polimer al formaldehidei), din care a obținut, prin acțiunea amoniacului, urotropina.
Butlerov a pus bazele teoretice ale polimerizării olefinelor și teoriei tautomeriei.
A creat cea mai puternică școală de chimiști ruși în chimia organică la Universitatea din Kazan.
1. 1 2 3 4 5 6 7  RBS / Butlerov, Aleksandr Mihailovici[*] Verificați valoarea |titlelink= (ajutor)
2. 1 2 3 4 5 6 7  IeSBE / Butlerov, Aleksandr Mihailovici[*] Verificați valoarea |titlelink= (ajutor)
3. ↑  Г. В. Быков (1971), Бутлеров Александр Михайлович, Marea Enciclopedie Sovietică (1969–1978)[*]
4. ↑  Г. В. Быков (1971), Бутлеров Александр Михайлович, Marea Enciclopedie Sovietică (1969–1978)[*]
5. ↑  „Aleksandr Butlerov”, Gemeinsame Normdatei, accesat în 30 martie 2015
6. 1 2 3  Czech National Authority Database, accesat în 1 martie 2022
7. ↑  IeSBE / Lvov, Mihail Dmitrievici[*] Verificați valoarea |titlelink= (ajutor)